# Nati nel 1961/Giugno
| Questa pagina contiene informazioni ricavate automaticamente dalle voci biografiche con l'ausilio del template Bio e di un bot. L'aggiornamento è periodico e automatico e ricostruisce completamente la pagina. Se manca una persona in questa lista, sei pregato di non aggiungerla, ma accertati piuttosto che la sua voce biografica contenga il template Bio e che i dati anagrafici siano correttamente compilati. Se il template Bio manca, inseriscilo tu stesso o, in alternativa, metti l'avviso {{tmp\|Bio}} che ne segnala la mancanza. Se i dati riportati sono sbagliati, correggi direttamente la voce biografica; le modifiche saranno visibili in questa lista entro pochi giorni. Per chiarimenti vedi il progetto biografie. La lista contiene solo le 272 persone che sono citate nell'enciclopedia e per le quali è stato implementato correttamente il template Bio. Pagina aggiornata al 18 ago 2025. |

- 1º giugno - Borce Atanasovski, ex giocatore di calcio a 5 australiano
- 1º giugno - Jacky Bonnevay, allenatore di calcio e ex calciatore francese
- 1º giugno - Paul Coffey, ex hockeista su ghiaccio canadese
- 1º giugno - Rubén Espinoza, ex calciatore cileno
- 1º giugno - Peter Machajdík, compositore slovacco
- 1º giugno - Evgenij Prigožin, imprenditore e politico russo († 2023)
- 1º giugno - Jasmin Repeša, allenatore di pallacanestro jugoslavo
- 1º giugno - Pasquale Rodomonti, ex arbitro di calcio italiano
- 1º giugno - Sophie Rois, attrice austriaca
- 1º giugno - Gabi Zange, ex pattinatrice di velocità su ghiaccio tedesca
- 2 giugno - Alejandro Agresti, regista cinematografico, sceneggiatore e direttore della fotografia argentino
- 2 giugno - Dez Cadena, cantante e chitarrista statunitense
- 2 giugno - Liam Cunningham, attore irlandese
- 2 giugno - Zoran Ferić, scrittore croato
- 2 giugno - Fernando Lozano, ex giocatore di calcio a 5 argentino
- 2 giugno - Kerry Saxby-Junna, ex marciatrice australiana
- 3 giugno - Daniel Armora, ex giocatore di calcio a 5 spagnolo
- 3 giugno - Simon Astaire, scrittore britannico
- 3 giugno - Norbert Gstrein, scrittore austriaco
- 3 giugno - Charles Hart, paroliere britannico
- 3 giugno - Alan Knight, allenatore di calcio e ex calciatore inglese
- 3 giugno - Lawrence Lessig, giurista e avvocato statunitense
- 3 giugno - Miha Mazzini, scrittore, sceneggiatore e regista sloveno
- 3 giugno - Roberto Saad, ex tennista argentino
- 3 giugno - Massimo Storgato, allenatore di calcio e ex calciatore italiano
- 3 giugno - Vermin Supreme, artista e attivista statunitense
- 3 giugno - Peter Vidmar, ex ginnasta statunitense
- 3 giugno - Ed Wynne, chitarrista britannico
- 3 giugno - César Zabala, calciatore paraguaiano († 2020)
- 4 giugno - Richard N. Gladstein, produttore cinematografico e sceneggiatore statunitense
- 4 giugno - Gian Luca Gregori, economista italiano
- 4 giugno - Ferenc Gyurcsány, politico ungherese
- 4 giugno - Dani Kouyate, regista burkinabé
- 4 giugno - Julie White, attrice statunitense
- 5 giugno - Anke Behmer, ex multiplista tedesca orientale
- 5 giugno - Mary Kay Bergman, doppiatrice statunitense († 1999)
- 5 giugno - Stefano Buschini, direttore di coro italiano
- 5 giugno - Francesco Casoli, politico e dirigente d'azienda italiano
- 5 giugno - Aldo Costa, ingegnere italiano
- 5 giugno - Ramesh Krishnan, ex tennista indiano
- 5 giugno - Kjetil Osvold, ex calciatore norvegese
- 5 giugno - Linda Siegel, ex tennista statunitense
- 5 giugno - Robert Wilson, ex calciatore inglese
- 6 giugno - Tom Araya, cantante e bassista cileno
- 6 giugno - Carole Baskin, attivista e imprenditrice statunitense
- 6 giugno - Walter Brugiolo, attore e cantante italiano († 2024)
- 6 giugno - Hernando Calvo Ospina, giornalista e scrittore colombiano
- 6 giugno - Dee C. Lee, cantante britannica
- 6 giugno - Sergiu Mocanu, politico moldavo
- 6 giugno - Thomas Eusebios Naickamparampil, vescovo cattolico indiano
- 6 giugno - Garin Nugroho, regista indonesiano
- 6 giugno - Renato Zanella, ballerino, coreografo e regista teatrale italiano
- 7 giugno - Dave Catching, chitarrista e produttore discografico statunitense
- 8 giugno - Ursula Buchfellner, ex modella e attrice tedesca
- 8 giugno - Elżbieta Cała, ex cestista polacca
- 8 giugno - Kaitī Garbī, cantante greca
- 8 giugno - Stanisław Kiełbik, ex cestista e allenatore di pallacanestro polacco
- 8 giugno - David Lewis, ex giocatore di football americano statunitense
- 8 giugno - Juan Carlos Osorio, allenatore di calcio e ex calciatore colombiano
- 8 giugno - Gerrit Solleveld, ex ciclista su strada olandese
- 8 giugno - Roberto Spollon, ex calciatore italiano
- 8 giugno - Tatanka, ex wrestler statunitense
- 8 giugno - Dušan Žáček, ex cestista cecoslovacco
- 8 giugno - Branko Šegota, ex calciatore jugoslavo
- 9 giugno - Marcello Albano, fumettista italiano († 2017)
- 9 giugno - Andreas Berger, ex velocista austriaco
- 9 giugno - Lisa del Bo, cantante belga
- 9 giugno - Marco Civra, giornalista e saggista italiano
- 9 giugno - Bruno Conti, attore, doppiatore e regista teatrale italiano
- 9 giugno - Wally Downes, allenatore di calcio e ex calciatore inglese
- 9 giugno - Michael J. Fox, attore, produttore cinematografico e attivista canadese
- 9 giugno - Miquel Àngel Iglesias, ex ciclista su strada spagnolo
- 9 giugno - Tamela Mann, cantante e attrice statunitense
- 9 giugno - Michele Rogliani, calciatore italiano († 1985)
- 9 giugno - Doru Rădulescu, cestista rumeno († 2022)
- 9 giugno - Aaron Sorkin, sceneggiatore, drammaturgo e produttore televisivo statunitense
- 10 giugno - Henning von Berg, ingegnere e fotografo tedesco
- 10 giugno - Rodrigo Chaves Robles, politico e economista costaricano
- 10 giugno - Manny Coto, sceneggiatore, regista e produttore televisivo statunitense († 2023)
- 10 giugno - Angelo Antonio D'Agostino, politico, imprenditore e dirigente sportivo italiano
- 10 giugno - Kelley Deal, chitarrista e cantante statunitense
- 10 giugno - Kim Deal, musicista statunitense
- 10 giugno - Raffaella Lebboroni, attrice italiana
- 10 giugno - Juan Fernando López Aguilar, politico spagnolo
- 10 giugno - Maxi Priest, cantautore britannico
- 10 giugno - Giuseppe Savastano, carabiniere italiano († 1982)
- 10 giugno - David Arthur Waller, vescovo cattolico britannico
- 11 giugno - María Barranco, attrice spagnola
- 11 giugno - Heather Ludloff, ex tennista statunitense
- 11 giugno - Franco Malè, culturista italiano
- 11 giugno - Giovanni Mareggini, flautista italiano
- 11 giugno - Oksen Mirzoyan, ex sollevatore sovietico
- 12 giugno - Oļegs Aleksejenko, ex calciatore lettone
- 12 giugno - John Carlos Baez, fisico statunitense
- 12 giugno - Cosetta Campana, ex velocista italiana
- 12 giugno - Alber Elbaz, stilista e imprenditore marocchino († 2021)
- 12 giugno - Patrice Esnault, ciclista su strada francese
- 12 giugno - Julius Kariuki, ex siepista e mezzofondista keniota
- 12 giugno - Amir Khadir, politico canadese
- 12 giugno - Winfred King, ex cestista statunitense
- 12 giugno - Hannelore Kraft, politica tedesca
- 12 giugno - Kira Roessler, bassista e cantante statunitense
- 12 giugno - Daniele Tombolini, personaggio televisivo e ex arbitro di calcio italiano
- 12 giugno - Lucio Ángel Vallejo Balda, presbitero spagnolo
- 13 giugno - Aleksej Čalyj, politico russo
- 13 giugno - Alenka Cuderman, ex pallamanista slovena
- 13 giugno - Wycliffe Grousbeck, imprenditore statunitense
- 13 giugno - Willie deWit, ex pugile canadese
- 14 giugno - Marco Armani, cantautore e arrangiatore italiano
- 14 giugno - Paolo Bonolis, conduttore televisivo, showman e autore televisivo italiano
- 14 giugno - Laurent Boutonnat, regista e compositore francese
- 14 giugno - Mihai Cioc, ex judoka rumeno
- 14 giugno - Grace Jackson, ex velocista giamaicana
- 14 giugno - Oliver Kegel, ex canoista tedesco
- 14 giugno - Cristiana Lionello, doppiatrice e direttrice del doppiaggio italiana
- 14 giugno - Eliana Lupo, attrice, doppiatrice e direttrice del doppiaggio italiana
- 14 giugno - Paolo Mammola, politico italiano
- 14 giugno - Roberto Mozzarelli, tecnico del suono italiano
- 14 giugno - Boy George, cantautore e disc jockey inglese
- 14 giugno - Sam Perkins, ex cestista e allenatore di pallacanestro statunitense
- 15 giugno - Halvor Asphol, ex saltatore con gli sci norvegese
- 15 giugno - Laurent Cantet, regista e sceneggiatore francese († 2024)
- 15 giugno - Jim Hanks, attore statunitense
- 15 giugno - İsmail Kartal, allenatore di calcio e ex calciatore turco
- 15 giugno - Dave McAuley, pugile britannico
- 15 giugno - Ivo Mej, giornalista e conduttore televisivo italiano
- 15 giugno - Scott Norton, ex wrestler statunitense
- 16 giugno - Hazem Salah Abu Isma'il, avvocato e politico egiziano
- 16 giugno - Can Dündar, giornalista e editorialista turco
- 16 giugno - Luca Gammaitoni, fisico e saggista italiano
- 16 giugno - Petru Iosub, ex canottiere romeno
- 16 giugno - Masaya Matsuura, autore di videogiochi e musicista giapponese
- 16 giugno - Víctor René Mendieta Ocampo, allenatore di calcio e ex calciatore panamense
- 16 giugno - Margus Metstak, ex cestista estone
- 16 giugno - Nelson Jesus Perez, arcivescovo cattolico statunitense
- 16 giugno - Ernesto Razzino, ex lottatore italiano
- 16 giugno - Robert Schneider, scrittore e drammaturgo austriaco
- 16 giugno - Machar Vaziev, ex ballerino e direttore artistico russo
- 17 giugno - Tracie Bennett, attrice e cantante inglese
- 17 giugno - Valentina Gautier, cantautrice italiana
- 17 giugno - Denis Lavant, attore francese
- 17 giugno - Luca Marmorini, ingegnere italiano
- 17 giugno - Muslimgauze, musicista britannico († 1999)
- 17 giugno - Alberto Urban, dirigente sportivo, allenatore di calcio e ex calciatore italiano
- 17 giugno - John Vargas, ex pallanuotista e allenatore di pallanuoto statunitense
- 17 giugno - Gino Vercelli, fumettista e pittore italiano
- 17 giugno - Kōichi Yamadera, attore, doppiatore e cantante giapponese
- 18 giugno - Amir Abu al-Khair, ex cestista egiziano
- 18 giugno - János Bálint, flautista ungherese
- 18 giugno - Barbara Castracane, doppiatrice e direttrice del doppiaggio italiana
- 18 giugno - Leo Cushley, arcivescovo cattolico scozzese
- 18 giugno - Dzintar Klavan, ex calciatore estone
- 18 giugno - Walter Magnifico, dirigente sportivo, ex cestista e allenatore di pallacanestro italiano
- 18 giugno - Ann Melander, ex sciatrice alpina svedese
- 18 giugno - Alison Moyet, cantante britannica
- 18 giugno - Manuel Pereira, ex schermidore spagnolo
- 18 giugno - Randy Spears, ex attore pornografico statunitense
- 18 giugno - Silvia Tognoloni, doppiatrice, dialoghista e direttrice del doppiaggio italiana
- 19 giugno - Stefano Bizzotto, giornalista, conduttore televisivo e telecronista sportivo italiano
- 19 giugno - Davide Ceccarelli, ex cestista e allenatore di pallacanestro italiano
- 19 giugno - Mariano Deidda, cantante, musicista e cantautore italiano
- 19 giugno - Bidhya Devi Bhandari, politica nepalese
- 19 giugno - Martino Dorigo, ex politico italiano
- 19 giugno - Antonino Interdonato, allenatore di pallacanestro italiano
- 19 giugno - Joel Torre, attore e comico filippino
- 19 giugno - Pedro Martínez Sánchez, allenatore di pallacanestro spagnolo
- 20 giugno - Karin Enke, ex pattinatrice di velocità su ghiaccio tedesca
- 20 giugno - Kajsa Grytt, cantautrice svedese
- 20 giugno - Erdal Keser, allenatore di calcio e ex calciatore turco
- 20 giugno - Małgorzata Kozera, cestista polacca († 1992)
- 20 giugno - O Se-ung, ex cestista sudcoreano
- 20 giugno - Nicola Pasetto, politico italiano († 1997)
- 20 giugno - Claudia Rapp, insegnante tedesca
- 20 giugno - Stefano Sindona, militare italiano
- 20 giugno - Sándor Zsótér, attore, direttore teatrale e impresario teatrale ungherese
- 21 giugno - Giovanni Agosti, storico dell'arte e critico d'arte italiano
- 21 giugno - Simone Brahmann, attrice e doppiatrice tedesca
- 21 giugno - Manu Chao, cantautore spagnolo
- 21 giugno - Luis de la Fuente, allenatore di calcio e ex calciatore spagnolo
- 21 giugno - Joko Widodo, politico indonesiano
- 21 giugno - Sascha Konietzko, cantante e musicista tedesco
- 21 giugno - Ernesto Magorno, politico italiano
- 21 giugno - Lamberto Magrini, allenatore di calcio e ex calciatore italiano
- 21 giugno - Emir Turam, ex cestista turco
- 21 giugno - Kip Winger, cantante, bassista e chitarrista statunitense
- 22 giugno - Choi Jin-han, allenatore di calcio e ex calciatore sudcoreano
- 22 giugno - Robert Fabbri, scrittore svizzero
- 22 giugno - Susanne Fülscher, scrittrice tedesca
- 22 giugno - Massimo Laguardia, percussionista e cantante italiano
- 22 giugno - Claude Albert Mbourounot, allenatore di calcio gabonese
- 22 giugno - Pietro Sarubbi, attore italiano
- 22 giugno - Jimmy Somerville, cantautore, attivista e attore britannico
- 22 giugno - Vikas Swarup, scrittore e diplomatico indiano
- 22 giugno - Jeff Ward, pilota motociclistico britannico
- 23 giugno - Andrea Borella, maestro di scherma e ex schermidore italiano
- 23 giugno - Ian Duncan, ex pilota di rally keniota
- 23 giugno - Zoran Janjetov, fumettista e illustratore serbo
- 23 giugno - David Leavitt, scrittore statunitense
- 23 giugno - Phil Soussan, bassista, compositore e produttore discografico britannico
- 23 giugno - Suba, musicista, compositore e produttore discografico serbo († 1999)
- 23 giugno - LaSalle Thompson, ex cestista e allenatore di pallacanestro statunitense
- 23 giugno - Gerhard Zadrobilek, ex ciclista su strada e mountain biker austriaco
- 24 giugno - Susanne Beyer, ex altista tedesca
- 24 giugno - Enrico Carpentieri, militare italiano
- 24 giugno - Juan Cayasso, ex calciatore costaricano
- 24 giugno - Dennis Danell, chitarrista e produttore discografico statunitense († 2000)
- 24 giugno - Sylvie Fleury, artista svizzera
- 24 giugno - Iain Glen, attore scozzese
- 24 giugno - Peter Milligan, fumettista e sceneggiatore britannico
- 24 giugno - Nicola Pagliuca, politico italiano
- 24 giugno - Raja Yong Sofia, principessa malese
- 24 giugno - Ralph Reed, statunitense
- 24 giugno - Natal'ja Šapošnikova, ex ginnasta sovietica
- 24 giugno - Curt Smith, cantante e bassista britannico
- 24 giugno - Rebecca Solnit, scrittrice, giornalista e attivista statunitense
- 25 giugno - Timur Bekmambetov, regista e produttore cinematografico kazako
- 25 giugno - Marcelo Díaz, ex giocatore di calcio a 5 argentino
- 25 giugno - Ricky Gervais, comico, attore e regista britannico
- 25 giugno - Massimo Ghirotto, dirigente sportivo e ex ciclista su strada italiano
- 25 giugno - Shawn Layden, dirigente d'azienda statunitense
- 25 giugno - Sergej Paramonov, cantante sovietico († 1998)
- 26 giugno - Frank Beck, ex schermidore tedesco
- 26 giugno - Roberto Cociancich, politico italiano
- 26 giugno - Greg LeMond, ex ciclista su strada statunitense
- 26 giugno - Margaret McDonagh, politica britannica († 2023)
- 26 giugno - Terri Nunn, cantante e attrice statunitense
- 26 giugno - Anna Pendergast, ex cestista canadese
- 26 giugno - Michelangelo Pepe, regista italiano
- 26 giugno - Björn Runge, regista e sceneggiatore svedese
- 27 giugno - Marja van Bijsterveldt, politica olandese
- 27 giugno - Kostas Chrysogonos, politico greco
- 27 giugno - Didi Gnocchi, giornalista e imprenditrice italiana
- 27 giugno - Filippo Graviano, mafioso italiano
- 27 giugno - John McCarthy, compositore canadese
- 27 giugno - Mick McElwee, allenatore di calcio inglese
- 27 giugno - Amina J. Mohammed, diplomatica e politica nigeriana
- 27 giugno - Meera Syal, attrice, comica e sceneggiatrice britannica
- 27 giugno - Tim Whitnall, attore, sceneggiatore e drammaturgo britannico
- 28 giugno - Marco Antonio Bazzocchi, critico letterario e saggista italiano
- 28 giugno - Claudio Broglia, politico italiano
- 28 giugno - Euagoras Christofī, ex calciatore cipriota
- 28 giugno - Paolo De Toffol, allenatore di calcio e ex calciatore italiano
- 28 giugno - Lorenz Hess, politico svizzero
- 28 giugno - Truls Jenssen, allenatore di calcio e ex calciatore norvegese
- 28 giugno - Thomas Klay, giocatore di curling svizzero
- 28 giugno - Alison Lang, ex cestista canadese
- 28 giugno - Mike Lindell, imprenditore statunitense
- 28 giugno - Jeff Malone, ex cestista e allenatore di pallacanestro statunitense
- 28 giugno - Leonard Orban, economista e politico romeno
- 28 giugno - Jay Schroeder, ex giocatore di football americano statunitense
- 28 giugno - Carl Sentance, cantante britannico
- 28 giugno - Ramunė Šidlauskaitė, ex cestista sovietica
- 28 giugno - Kurdt Vanderhoof, chitarrista statunitense
- 28 giugno - Irina Wanka, attrice e doppiatrice tedesca
- 28 giugno - Simona Zanini, cantante e paroliera statunitense
- 29 giugno - Miguel Bastón, ex calciatore spagnolo
- 29 giugno - Kimberlin Brown, attrice statunitense
- 29 giugno - Víctor Genes, allenatore di calcio e calciatore paraguaiano († 2019)
- 29 giugno - Greg Hetson, chitarrista statunitense
- 29 giugno - Sharon Lawrence, attrice e ballerina statunitense
- 29 giugno - István Messzi, sollevatore ungherese († 1991)
- 29 giugno - Jörg Meuthen, politico e economista tedesco
- 29 giugno - Paolo Notari, giornalista e conduttore televisivo italiano
- 29 giugno - Antonello Perillo, giornalista italiano
- 29 giugno - Pedro Requena, ex calciatore peruviano
- 30 giugno - Franco Fasano, cantautore e compositore italiano
- 30 giugno - Franck Mesnel, ex rugbista a 15, stilista e imprenditore francese
- 30 giugno - Clive Nolan, tastierista, compositore e produttore discografico britannico
- 30 giugno - Giampiero Peia, architetto e designer italiano
- 30 giugno - Roberto Ribaud, ex velocista italiano
- 30 giugno - Juarez Sousa da Silva, arcivescovo cattolico brasiliano
- 30 giugno - Pōhiva Tu‘i‘onetoa, politico tongano († 2023)